# 슈탄스역
슈탄스역(Stans)은 스위스 니트발덴주의 슈탄스 시정촌에 있는 기차역이다. 첸트랄반 철도 회사가 소유한 루체른–슈탄스–엥겔베르크선에 있다.

## 운행편
다음 서비스는 슈탄스에서 정차한다.
- 인터레기오: 루체른-엥겔베르크 익스프레스 : 루체른과 엥겔베르크 사이를 매시간 운행한다.
- 루체른 에스반 :
  - S4 : 루체른까지 30분 간격 운행; 볼펜쉬센까지 매시간 운행
  - S44 : 루체른으로 러시아워 서비스.